# Bahram Vallis
Bahram Vallis je údolí či řečiště na povrchu Marsu v oblasti Lunae Palus o severní šířce 20,7° a západní délce 57,5°. Přibližná délka údolí je 302 km, údolí se nachází mezi Vedra Valles a spodní oblastí Kasei Valles. Jedná se o jednotné údolí s vytesanými útesy, formace vytvořené erozí na dně údolí poukazují na dřívější průtok vody.

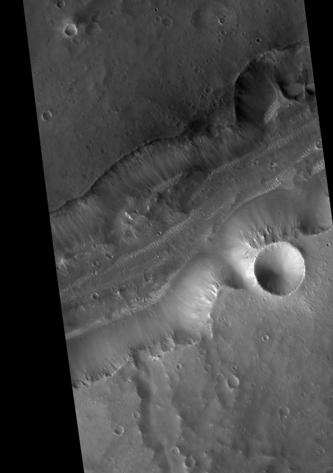
Bahram Vallis pozorováno sondou HiRISE.